# Ekaterina Vladimirovna Golicyna
Ekaterina Vladimirovna Golicyna, (in russo Екатерина Владимировна Апраксина?) (Mosca, 30 maggio 1770 – 14 marzo 1854), è stata una nobildonna russa.

## Biografia
Era la figlia maggiore del principe Vladimir Golicyn, e di sua moglie, la contessa Natal'ja Černyšëva. Sua madre si occupò della sua educazione.
Nel 1783 andò con la sua famiglia in Francia. A Parigi si stabilirono in un palazzo adottato dalla corte di Maria Antonietta. A quel tempo, Ekaterina, con la madre, partecipava a balli e ricevimenti.
Nel 1789, fece, insieme alla famiglia, tour in Inghilterra, e nel 1790 ritornò in Russia e si stabilì a San Pietroburgo. Ekaterina è stato presentato alla corte di Caterina II e ne divenne damigella d'onore.

## Matrimonio
Sposò, il 13 luglio 1793, un cugino di sua madre, il generale Stepan Apraksin (1757-1827), uno degli uomini più ricchi della Russia e considerato l'uomo bello del suo tempo. Ebbero cinque figli:
- Natal'ja Stepanovna (14 novembre 1794-7 maggio 1890), sposò Sergej Golicyn (17 febbraio 1783-14 marzo 1833), non ebbero figli;
- Vladimir Stepanovič (1796-1833), sposò Sof'ja Petrovna Tolstoj (1800-1886);
- Stepan Stepanovič (5 dicembre 1797-15 dicembre 1799);
- Sof'ja Stepanovna (1798-1885), sposò Aleksej Grigor'evič Ščerbatov, ebbero cinque figli;
- Agrippina Stepanovna (5 dicembre 1799-13 agosto 1800).

Fu un matrimonio felice. Ekaterina cercò sempre di compiacere il marito. Nel 1841, è stata nominata dama di compagnia della granduchessa Elena Pavlovna.

## Morte
Morì il 14 marzo 1854.